# 리시리정
리시리정(일본어: 利尻町)은 일본 홋카이도 최북단 소야 지방의 리시리섬에 있는 정이다.
정명의 유래는 아이누어로 ‘리이·시리’(リイ・シリ, 높은 섬)이다.

## 인구
| 연도 | 인구  | ±%     |
| ---- | ----- | ------ |
| 2000 | 3,417 | —      |
| 2010 | 2,590 | −24.2% |
| 2020 | 2,004 | −22.6% |

## 지리
소야 지방 서부의 동해상에 있는 리시리섬 서부에 위치한다. 지형은 험하고 산과 바다에 끼어 있는 해안에 취락이 점재한다. 북부의 구쓰가타(沓形), 남부의 센보시(仙法志)가 주요 취락이다.

### 기후
바다에 둘러싸여 있는 해양성 기후이기 때문에 연교차는 작은 편이고 여름은 30도 미만, 겨울은 최저라도 영하 10도 정도이다. 바람이 강하고 연평균 풍속은 5m/s 이상이다.
| 리시리정의 기후                                              | 리시리정의 기후 | 리시리정의 기후 | 리시리정의 기후 | 리시리정의 기후 | 리시리정의 기후 | 리시리정의 기후 | 리시리정의 기후 | 리시리정의 기후 | 리시리정의 기후 | 리시리정의 기후 | 리시리정의 기후 | 리시리정의 기후 | 리시리정의 기후 |
| 월                                                           | 1월             | 2월             | 3월             | 4월             | 5월             | 6월             | 7월             | 8월             | 9월             | 10월            | 11월            | 12월            | 연간            |
| ------------------------------------------------------------ | --------------- | --------------- | --------------- | --------------- | --------------- | --------------- | --------------- | --------------- | --------------- | --------------- | --------------- | --------------- | --------------- |
| 역대 최고 기온 °C (°F)                                       | 7.3 (45.1)      | 7.4 (45.3)      | 12.4 (54.3)     | 19.3 (66.7)     | 23.8 (74.8)     | 28.6 (83.5)     | 31.9 (89.4)     | 32.5 (90.5)     | 30.4 (86.7)     | 21.8 (71.2)     | 16.7 (62.1)     | 12.1 (53.8)     | 32.5 (90.5)     |
| 일평균 최고 기온 °C (°F)                                     | −1.8 (28.8)     | −1.4 (29.5)     | 2.1 (35.8)      | 7.6 (45.7)      | 13.2 (55.8)     | 17.3 (63.1)     | 21.4 (70.5)     | 23.1 (73.6)     | 20.6 (69.1)     | 14.4 (57.9)     | 6.7 (44.1)      | 0.5 (32.9)      | 10.3 (50.6)     |
| 일일 평균 기온 °C (°F)                                       | −4.0 (24.8)     | −3.8 (25.2)     | −0.3 (31.5)     | 4.6 (40.3)      | 9.6 (49.3)      | 13.7 (56.7)     | 18.0 (64.4)     | 19.9 (67.8)     | 17.3 (63.1)     | 11.5 (52.7)     | 4.0 (39.2)      | −1.8 (28.8)     | 7.4 (45.3)      |
| 일평균 최저 기온 °C (°F)                                     | −6.4 (20.5)     | −6.5 (20.3)     | −3.2 (26.2)     | 1.4 (34.5)      | 6.1 (43.0)      | 10.4 (50.7)     | 14.9 (58.8)     | 16.6 (61.9)     | 13.5 (56.3)     | 8.0 (46.4)      | 1.2 (34.2)      | −4.2 (24.4)     | 4.3 (39.8)      |
| 역대 최저 기온 °C (°F)                                       | −15.7 (3.7)     | −16.9 (1.6)     | −14.4 (6.1)     | −6.4 (20.5)     | −1.8 (28.8)     | 1.3 (34.3)      | 5.5 (41.9)      | 8.8 (47.8)      | 5.4 (41.7)      | −0.7 (30.7)     | −10.5 (13.1)    | −12.3 (9.9)     | −16.9 (1.6)     |
| 평균 강수량 mm (인치)                                        | 46.4 (1.83)     | 33.3 (1.31)     | 34.8 (1.37)     | 41.2 (1.62)     | 68.4 (2.69)     | 62.1 (2.44)     | 93.8 (3.69)     | 118.2 (4.65)    | 117.9 (4.64)    | 117.5 (4.63)    | 106.5 (4.19)    | 72.6 (2.86)     | 912.7 (35.92)   |
| 평균 강수일수 (≥ 1.0 mm)                                     | 13.9            | 11.2            | 9.0             | 8.5             | 9.3             | 8.6             | 8.6             | 9.1             | 11.0            | 13.3            | 13.0            | 13.8            | 129.3           |
| 평균 월간 일조시간                                           | 42.5            | 74.3            | 133.1           | 173.0           | 184.3           | 153.4           | 152.5           | 162.0           | 175.1           | 137.7           | 65.8            | 37.8            | 1,492.5         |
| 출처: 일본 기상청 (평년값: 1991년~2020년, 극값: 1976년~현재) |                 |                 |                 |                 |                 |                 |                 |                 |                 |                 |                 |                 |                 |

### 인접한 자치체
- 소야 종합진흥국
  - 리시리후지정

## 역사
- 1899년 - 구쓰가타 호장사무소가 열렸다.
- 1900년 - 센보시 호장사무소가 열렸다.
- 1902년 - 구쓰가타촌과 센보시촌에 2급 정촌제가 시행되었다.
- 1949년 - 구쓰가타촌이 정으로 승격했다.
- 1956년 9월 15일 - 구쓰가타촌과 센보시촌이 합병해 리시리정이 되었다.

## 경제
어업과 관광이 활발하며 여름에 많은 관광객이 방문한다. 어업은 일찍이 청어잡이로 번창했지만 자원 고갈로 쇠퇴해 현재는 ‘리시리 다시마’ 양식과 성게 등 근해 어업이 중심이다.

## 교통

### 항만
- 구쓰가타항